# Platynochaeta macquarti
Platynochaeta macquarti là một loài ruồi trong họ Ruồi giả ong (Syrphidae). Loài này được Loew mô tả khoa học đầu tiên năm 1862. Platynochaeta macquarti phân bố ở vùng Cổ Bắc giới